# Cannondale (equipo ciclista)
El Cannondale fue un equipo ciclista profesional italiano de categoría UCI ProTeam que participó en el UCI WorldTour, así como en carreras de los Circuitos Continentales UCI (especialmente en el UCI Europe Tour).
Conocido durante 8 años como Liquigas (acompañado por Bianchi, Doimo y Cannondale), la empresa gasífera italiana abandonó el proyecto de la empresa Brixia Sport SpA (propietaria del equipo) en 2013.  Cannondale continuó apoyando la formación que pasó a llamarse Cannondale Pro Cycling. A finales de 2013 la empresa fabricante de bicicletas, adquirió la parte mayoritaria del equipo y de la sociedad Bixia Sport. El equipo desapareció en el 2014 ya que Cannondale se unió con el equipo estadounidense Garmin Sharp, convirtiéndose en el principal patrocinador y la bicicleta técnica para ese equipo.
De esta manera se cerró un ciclo de nueve temporadas en el pelotón internacional de primer nivel. Entre sus más grandes victorias se destacan tres grandes vueltas: dos Giros (con Danilo Di Luca en 2007 y con Ivan Basso en 2010) y una Vuelta (con Vincenzo Nibali en 2010) y la Lieja-Bastogne-Lieja, monumento ciclista conseguido por Danilo Di Luca en el 2007. También obtuvieron victorias de etapas en las tres grandes vueltas, dieciséis, nueve y seis, en el Giro, Tour y Vuelta respectivamente, llegando así a un total de 31 etapas ganadas. La temporada más exitosa para el equipo fue en el 2010, en donde logró un total de 40 triunfos.

## Liquigas como patrocinador
Este equipo no está relacionado con el Brescialat-Liquigas y Liquigas-Pata creado en 1998 cuyo ciclista más destacado fue Davide Rebellin. Ese equipo desapareció en 2002.

## Historia del equipo

### Creación
De cara al 2005 Liquigas entró de nuevo como patrocinador apoyando al Alessio-Bianchi para obtener una licencia de la recién creada UCI ProTour (que englobaba a los mejores equipos y carreras), pasando así a llamarse Liquigas-Bianchi.

### 2005

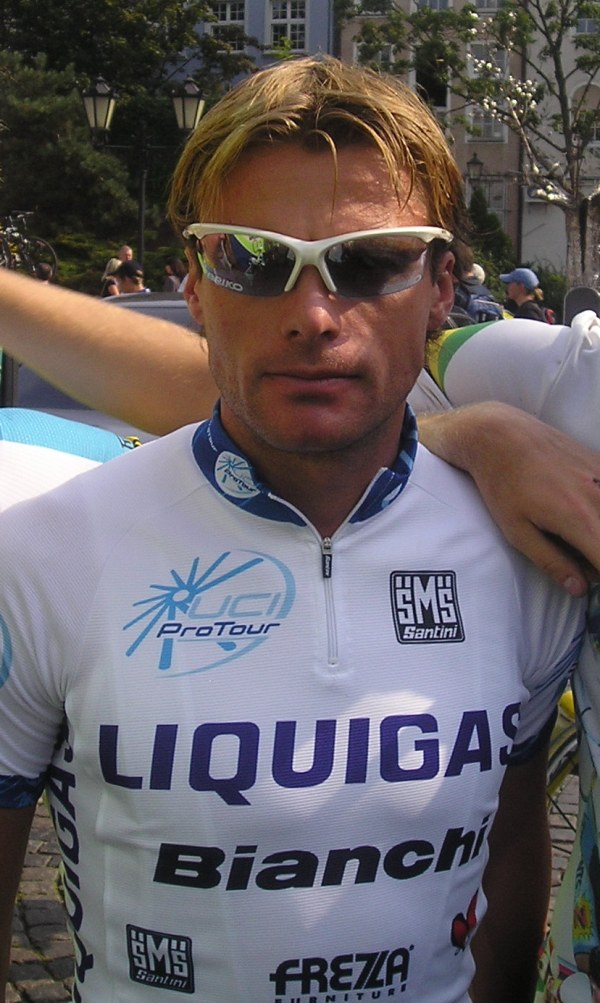
Di Luca, con el maillot blanco de ganador del ProTour.

El equipo tuvo una primavera espectacular de la mano de Danilo Di Luca, ganador de la Vuelta al País Vasco y de dos de las tres clásicas de las Árdenas: Amstel Gold Race y Flecha Valona. Poco después Di Luca ganó dos etapas en el Giro de Italia, además de lucir la maglia rosa de líder durante unos días, aunque con el paso de los días terminó cediendo posiciones en la general frente a corredores que llegaban más frescos, con una primavera menos cargada y una preparación centrada en el Giro.
Di Luca se proclamó ganador de la clasificación UCI ProTour.

### 2006

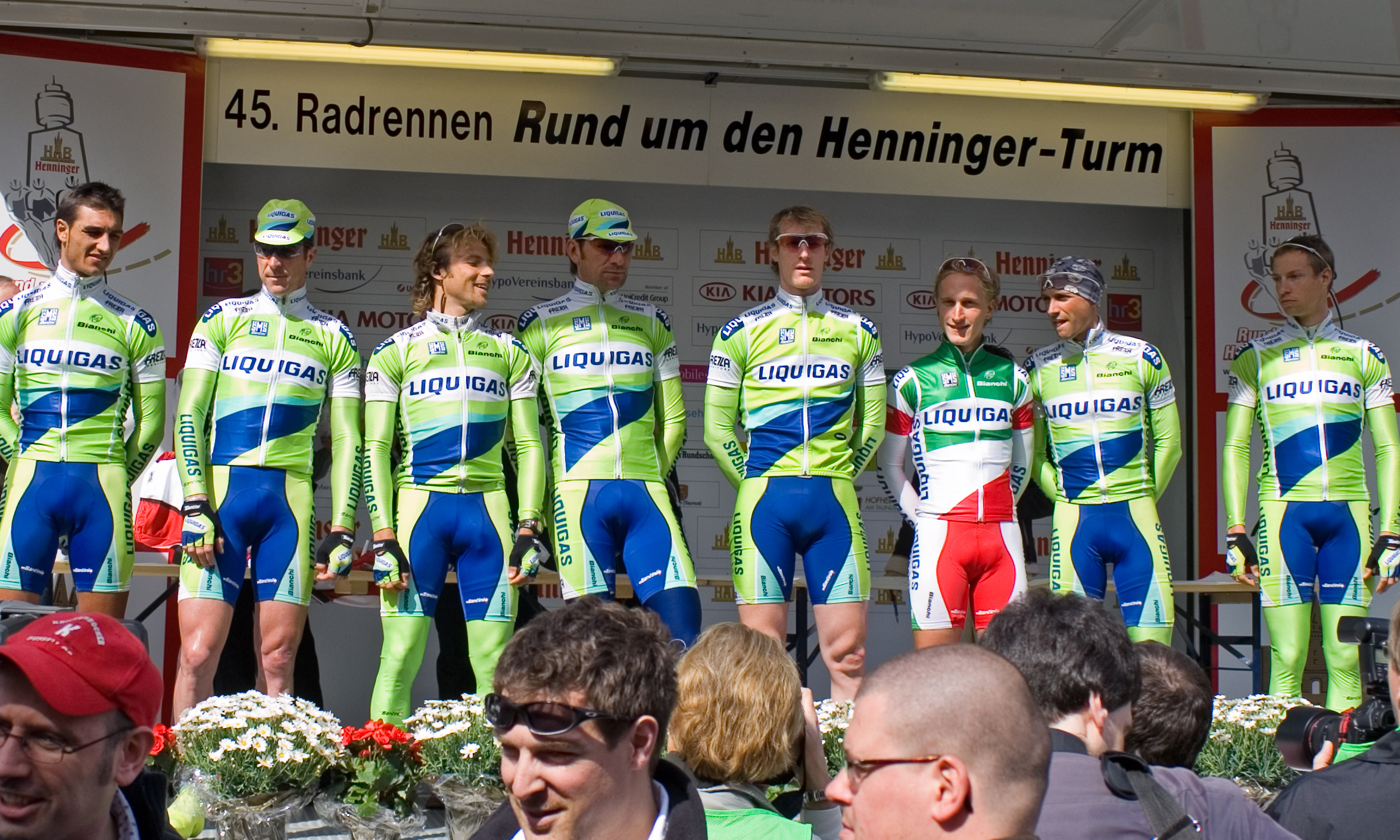
Formación del equipo.

El jefe de filas Danilo Di Luca decidió cambiar su preparación, renunciando a las clásicas y carreras de una semana de primavera para tratar de ganar el Giro de Italia. Sin embargo, el intento de Di Luca no resultó exitoso, ya que tampoco pudo subirse al podio de Milán, que completaron Ivan Basso (CSC), José Enrique Gutiérrez (Phonak) y Gilberto Simoni (Saunier Duval-Prodir), al finalizar en una decepcionante 23.ª posición en la general.
En septiembre Di Luca ganó una etapa en la Vuelta a España, al imponerse en la jornada con final en el alto de La Covatilla.
A finales de esa temporada la compañía Bianchi, fabricante de bicicletas, dejó de patrocinar al equipo, pasando a ocupar su lugar a partir de la siguiente temporada Cannondale.

### 2007

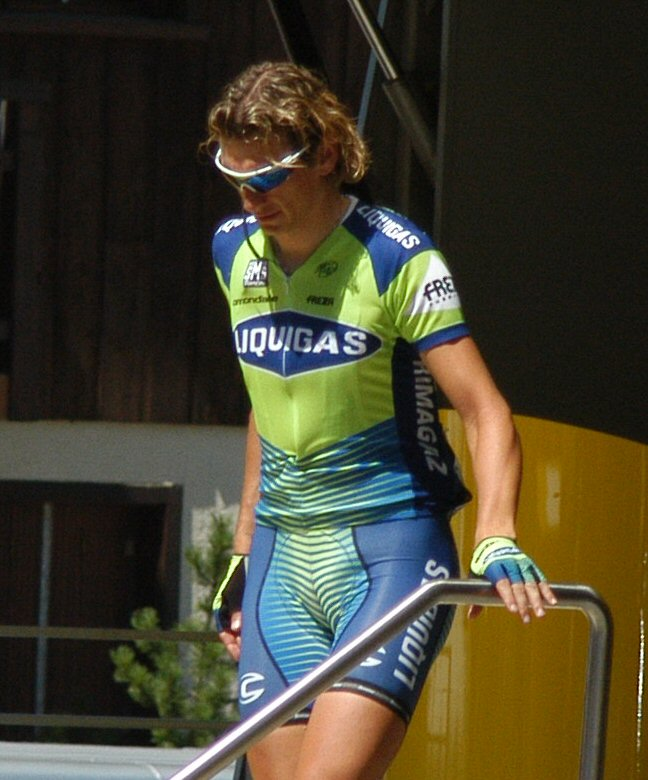
Filippo Pozzato, en el Tour de Francia.

El equipo tuvo un buen inicio de temporada logrando sendas victorias de etapa en la París-Niza (con Franco Pellizotti) y la Vuelta al País Vasco (con Manuel Beltrán). Además, su líder Danilo Di Luca ganó la prestigiosa clásica Lieja-Bastoña-Lieja, la más antigua de las tres clásicas de las Árdenas.
El gran momento de la temporada estaba no obstante por llegar: el jefe de filas Di Luca ganó la clasificación general del Giro de Italia (maglia rosa) y dos etapas, convirtiéndose en el primer ciclista del Liquigas en ganar una de las tres grandes vueltas del calendario ciclista. El buen papel del equipo en la ronda italiana incluyó una victoria de etapa: la contrarreloj por equipos.
En el Tour de Francia, Filippo Pozzato ganó una etapa, y poco después Leonardo Bertagnolli ganó la Clásica de San Sebastián.
A finales de ese año su jefe de filas Danilo Di Luca fue condenado a tres meses de suspensión por su implicación en el caso Oil for Drugs, una investigación antidopaje. Como consecuencia, el corredor fue expulsado del equipo y sin opciones de sumar los puntos necesarios para asegurarse su victoria en la general del ProTour de ese año, que fue finalmente para Cadel Evans (Predictor-Lotto).

### 2008
En 2008 la temporada empezó con una victoria de etapa de Kjell Carlström en la París-Niza. Posteriormente Daniele Bennati ganó una etapa en el Tour de Romandía, mientras que Francesco Chicchi ganó sendas etapas en la Tirreno-Adriático y la Volta a Cataluña.
El equipo ganó cinco etapas del Giro de Italia: tres etapas con el velocista Bennati (quien protagonizó un duelo en los sprints con el británico Mark Cavendish, una con Franco Pellizotti y la contrarreloj por equipos. El buen papel en la ronda italiana se vio redondeado con el tercer puesto de Pellizotti, quien subió por tanto al podio final de Milán.
En junio el joven checo Roman Kreuziger ganó la Vuelta a Suiza, donde también logró una victoria de etapa.
El equipo no logró victorias de etapa en el Tour de Francia, al que no pudo acudir Daniele Bennati. El italiano, ganador de una etapa en el Tour del Benelux (Bertagnolli hizo lo propio en la Vuelta a Alemania), sí acudió a la Vuelta a España, logrando una victoria de etapa en la última de las tres grandes vueltas de la temporada.
Otras victorias de la temporada fueron la general y una etapa en Giro del Trentino de Vincenzo Nibali, el Giro del Piemonte de Bennati y la general y una etapa del Giro di Grosseto de Filippo Pozzato.
Extradeportivamente fue un año polémico para el equipo tras anunciar el fichaje de Ivan Basso (quien volvía al ciclismo tras cumplir una sanción de dos años por dopaje con la Operación Puerto), con lo que recibió amenazas de la UCI de que les descalificarían del UCI ProTour y provocó distanciamientos con el resto de equipos de máximo nivel. Finalmente el Liquigas tuvo que abandonar la Asociación Internacional de Grupos Ciclistas Profesionales.

### 2009
Además de la contratación de Ivan Basso, llegaron al equipo Sylwester Szmyd, Oliver Zaugg y los italianos Jacopo Guarnieri, Fabio Sabatini y Daniel Oss, marchándose Filippo Pozzato, Dario Cataldo, Charles Wegelius y Mauro Da Dalto.
Basso debutó en el equipo en el Tour de San Luis, mientras que Francesco Chicchi le daba la primera victoria del año en la 6.ª etapa del Tour Down Under. Con el objetivo del Giro de Italia, Basso fue 5.º en la Tirreno-Adriático y luego ganó el Giro del Trentino.
En el Giro Ivan Basso fue tercero en Alpe di Siusi y en Monte Petrano, finalizando 5.º en la general. Pero el más destacado del equipo fue Franco Pellizotti, quien ganó 2 etapas y fue 2.º en otras dos. Terminó tercero, por delante de Basso y siendo superado por el ganador Denis Menchov y Danilo Di Luca. Dos meses después se anunció que Di Luca había dado positivo y Pellizotti fue declarado 2.º y Basso 4.º en la corsa rosa. Pero, en 2011, el propio Pellizotti también fue suspendido por dopaje y sus resultados de 2009 fueron anulados, con lo cual Ivan Basso fue 3.º por detrás de Menchov y Carlos Sastre.
Para el Tour de Francia el Liquigas presentó a tres potenciales candidatos a los diez primeros. Pellizotti, en ese momento reciente 3.º en el Giro, Vincenzo Nibali que venía de ganar el Giro de los Apeninos y Roman Kreuziger que en mayo se había quedado con el Tour de Romandía y en junio había sido tercero en la Vuelta a Suiza. Pellizotti ganó el maillot a lunares como el mejor en la montaña y fue proclamado como el más combativo. Ambas distinciones le fueron retiradas cuando fue sancionado en 2011, mientras que Nibali y Kreuziger terminaron 6.º y 8.º en la general y 2.º y 3.º en la clasificación de los jóvenes.
A principios de agosto Kreuziger se destacó en la Clásica de San Sebastián donde fue 2.º, al perder en el sprint frente a su compañero de fuga Carlos Barredo. En Vuelta a España, Ivan Basso fue el líder de la escuadra y finalizó 4.º mientras que Daniele Bennati estuvo varias veces en el podio pero sin ganar etapas.

### 2010: Temporada excepcional, ganando Giro y Vuelta
En 2010, la empresa italiana del rubro mobiliario Doimo, entró como segundo patrocinador, pasando a llamarse el equipo Liquigas-Doimo.Se contrató al hasta ese momento desconocido Peter Sagan, un joven eslovaco que con 19 años corrió la primera carrera del UCI World Calendar en el Tour Down Under donde logró hacer podio en la 3.ª etapa (3.º). Pero donde realmente se dio a conocer fue en la París-Niza donde ganó 2 etapas y fue segundo en otras dos. Terminó la  carrera 16.º y el mejor del equipo fue Roman Kreuziger en la 3.ª posición.  Al mes siguiente (en abril) Sagan se anotaba una etapa del Tour de Romandía.
Mientras, Vincenzo Nibali debutó en enero en San Luis ganando la carrera, e Ivan Basso no lo hizo hasta finales de febrero en el Gran Premio dell'Insubria.

#### Giro de Italia: Victoria de Basso, Nibali tercero
Para el Giro de Italia, el Liquigas-Doimo alistó a sus dos máximos corredores, Basso y Nibali. El "tiburón del estrecho" se puso de líder tras la contrarreloj por equipos de la 4.ª etapa, pero perdió la maglia rosa en la 7.ª etapa a manos de Alexander Vinokourov, en una dura etapa donde los últimos kilómetros eran de "sterrato" (sin pavimentar) y además con lluvia. Una caída en la que estuvieron involucrados los dos, desató la guerra en el pelotón y ambos perdieron 2 minutos, pero pasando las etapas los dos italianos comenzaron a recuperar terreno. Nibali ganó en solitario la 14.ª y al día siguiente Basso ganó en el Monte Zoncolan. A esa altura Basso ya era tercero y Nibali séptimo. Tras la cronoescalada a Plan de Corones, Basso ascendió al 2.º lugar tras el español David Arroyo y la diferencia estaba en 2 minutos y medio, mientras que Nibali estaba 6.º a casi 5 minutos. La carrera la definieron a falta de 2 jornadas con final en Aprica, cuando en las rampas del Mortirolo atacaron junto a otro italiano Michele Scarponi, sacándole al líder Arroyo y al resto de favoritos más de 3 minutos. Así el equipo hizo el 1-3 en la carrera, con Ivan Basso como ganador del Giro y Vincenzo Nibali tercero.
Ivan Basso también fue el líder del equipo en el Tour de Francia, pero pagó el esfuerzo realizado en el Giro y quedó muy lejos de la pelea, mientras que Roman Kreuziger logró meterse entre los diez primeros y acabó en la 8.ª posición.

#### Vuelta a España: Primera grande para Nibali
Vincenzo Nibali partió como líder del equipo en la Vuelta a España. Luego de la primera semana, Nibali era tercero, a escasos 2 segundos del líder Igor Antón y detrás de Joaquim Rodríguez. En la 11.ª etapa Rodríguez cedió unos segundos y Nibali pasó a escoltar a Antón a 45 segundos pero este debió abandonar en la 14.ª tras sufrir una caída. Esa etapa finalizaba en Peña Cabarga, donde Nibali fue 2.º detrás de Purito y se quedó con el maillot rojo tras el abandono de Antón. Las diferencias entre el italiano y el español eran de solo 4 segundos que se mantuvieron en los Lagos de Covadonga. Al día siguiente en la llegada a Coto Bello Purito se distanció de Nibali haciéndose con el primer lugar con 33 segundos de diferencia, pero al día siguiente el "tiburón del estrecho" volvió a recuperar el maillot en la contrarreloj en Peñafiel. En la etapa 20, con final en la Bola del Mundo llegó en 2.º lugar junto a Ezequiel Mosquera y confirmó el triunfo.
Entre el UCI World Calendar y los Circuitos Continentales el Liquigas-Doimo logró durante la temporada 2010 un total de 40 victorias. Además se ubicó en la 2.ª posición en el UCI World Ranking, siendo superado solo por el Saxo Bank.

### 2011
En 2011 Cannondale pasó a ser el segundo patrocinador del equipo y se produjeron algunas salidas importantes como las de Roman Kreuziger al Astana, Daniele Bennati al Leopard Trek y Francesco Chicchi al Quick Step.
Si 2010 fue el año de la presentación de Peter Sagan, 2011 fue el de su eclosión. A lo largo de la temporada logró 15 victorias, casi la mitad de todo el equipo (33). Se anotó carreras por etapas como el Tour de Polonia, y el Giro de Cerdeña y además dos etapas en la Vuelta a Suiza y tres en la Vuelta a España.
Los líderes de equipo Vincenzo Nibali e Ivan Basso, no corrieron juntos en las tres grandes. Mientras Nibali hizo Giro de Italia y Vuelta a España, Basso apostó al Tour de Francia. En el Giro, Nibali terminó tercero a 7 minutos, en una carrera que deportivamente dominó Alberto Contador. Luego de sancionado el español, el italiano se quedó con el segundo cajón del podio. En la Vuelta no pudo defender el título finalizando en la 7.ª posición , mientras que Basso en el Tour terminó en la misma posición.

### 2012

#### Sagan: Imparable
En 2012 no hubo mayores modificaciones en la plantilla. Peter Sagan continuó en su racha de triunfos y ese año el excéntrico ciclista eslovaco alzó los brazos 16 veces. La primera victoria fue la 2.ª etapa del Tour de Omán, después la 4.ª de la Tirreno-Adriático. Luego llegaron las clásicas donde estuvo cerca de la victoria, 2.º en la Gante-Wevelgem, 3.º en la Amstel Gold Race, 4.º en la Milán-San Remo y 5.º en el Tour de Flandes. En mayo ganó 5 etapas del Tour de California y en junio 4 de la Vuelta a Suiza, incluso ganándole el prólogo a un especialista como Fabian Cancellara. Antes de su participación en el Tour de Francia, se coronó campeón de Eslovaquia y en la ronda gala se quedó con el maillot verde y tres etapas.

#### Giro y Tour: Basso y Nibali entre los 5 mejores
Ivan Basso fue el líder del equipo para el Giro de Italia. Hasta la penúltima etapa, se mantuvo siempre en el grupo de favoritos y con opciones de llegar al tercer lugar del podio. Poco más de minuto y medio era lo que tenía perdido con Ryder Hesjedal y Purito Rodríguez y estaba a 6 segundos de Michele Scarponi, el tercero. Pero en la llegada al Stelvio perdió toda posibilidad al ceder otro minuto y debió conformarse con el 5.º lugar.
La apuesta del equipo para el Tour de Francia fue Vincenzo Nibali. Durante la preparación, "tiburón del estrecho" había sido 3.º en la Milán-San Remo y había ganado la Tirreno-Adriático. Basso también formó parte del equipo pero para ayudar a Nibali. El Tour fue ampliamente dominado por la dupla del Sky Wiggins-Froome y Nibali llegó al podio en el tercer lugar a más de 6 minutos.

#### La salida de Vincenzo Nibali
Mientras se corría el Giro de Italia se dio a conocer la noticia de que Nibali había rechazado una oferta de renovación y dejaba al Liquigas en 2013. Discrepancias entre él y el equipo venían sucediendo desde hacía algún tiempo y el italiano llegó a declarar que no le gustaba que no se tuviera en cuenta la opinión del corredor para organizar su programa. Esto debido a que Nibali quería ir a la Vuelta a España, pero el Liquigas decidió que corriera algunas carreras en Estados Unidos. Nibali fue pretendido por varios equipos y finalmente fue fichado por el Astana para 2013. A la Vuelta a España el equipo se presentó sin sus líderes, cumpliendo una discreta actuación.

### 2013

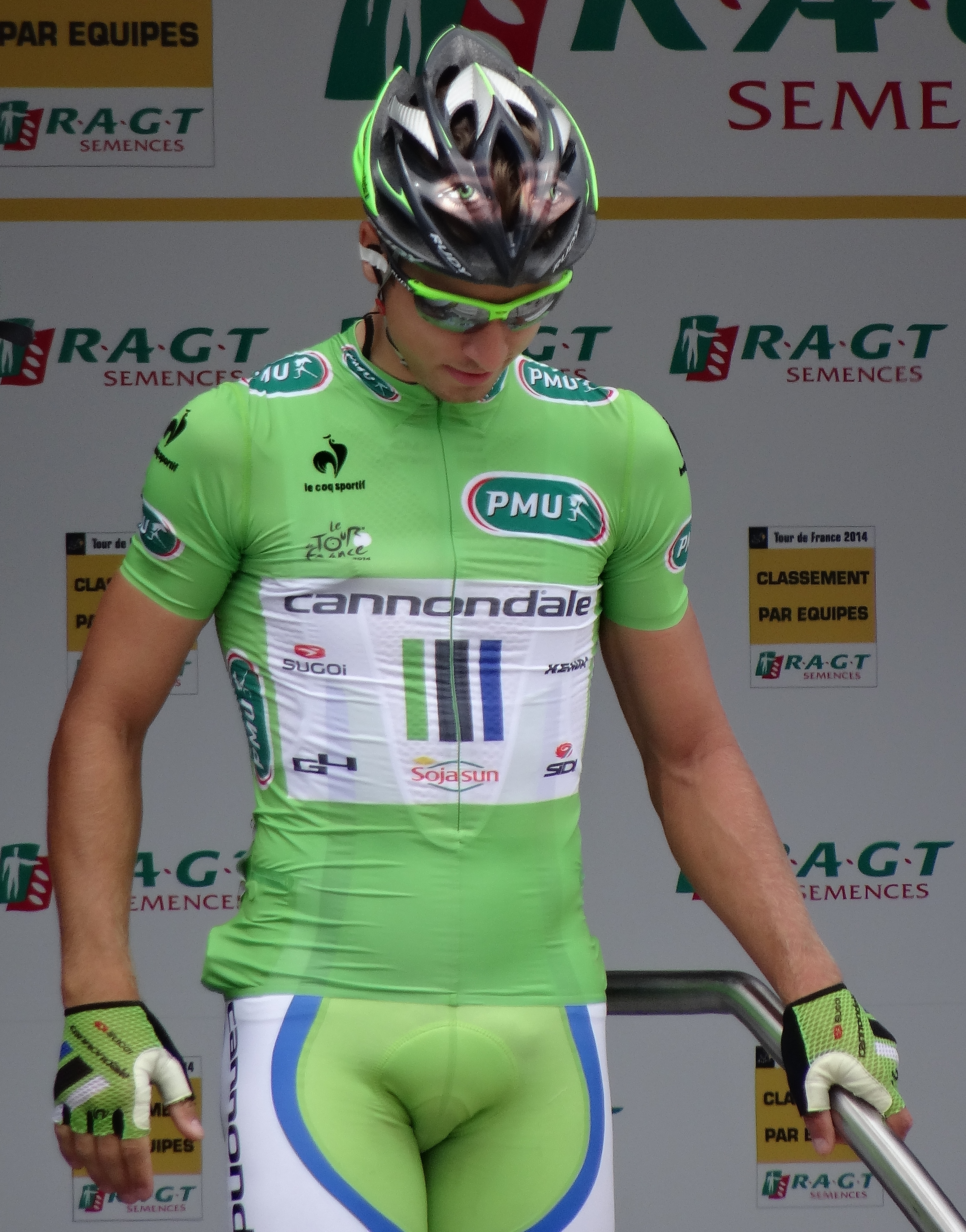
Sagan con el maillot por puntos en el Tour de Francia 2014.

Luego de ocho años, Liquigas decidió dejar de patrocinar al equipo y Cannondale tomó el relevo, pasando a llamarse Cannondale Pro Cycling. En la plantilla sufrió varios cambios. Nibali se marchó a la Astana y con él se fueron Alessandro Vanotti y Valerio Agnoli. Eros Capecchi y Sylwester Szmyd se marcharon al Movistar, mientras que Daniel Oss y Dominik Nerz al BMC Racing.
El equipo se centró más en Peter Sagan y no contrató un reemplazo para Nibali. Sagan tuvo otra temporada excelente y de las 35 victorias del equipo, acumuló 22, siendo el ciclista con más victorias en la temporada. Logró etapas en la Tirreno-Adriático, Vuelta a Suiza, Tour de California y USA Pro Cycling Challenge entre otras. El objetivo de ganar una clásica parecía que nuevamente se postergaba cuando fue 2.º en la Milán-San Remo, pero pocos días después logró su anhelado triunfo en la Gante-Wevelgem. Se quedó con la 7.ª etapa del Tour de Francia, donde además volvió a ganar el maillot verde de los puntos y cerró la temporada con la victoria en el Gran Premio de Montreal.
Mientras, debido a un quiste perineal Ivan Basso se perdió el Giro de Italia a tres días de comenzar y tampoco estuvo en el Tour de Francia. Si participó en la Vuelta a España, donde estaba en una espectante 7.ª posición a casi tres minutos de su excompañero Nibali, cuando debió abandonar a causa de una hipotermia bajando el Puerto de Envalira.

### 2014: Sin muchos triunfos y desaparición del equipo
Para esta temporada el equipo contrato a ocho corredores, entre los más destacados al esloveno y campeón del mundo sub-23 Matej Mohorič y a Oscar Gatto procedente del Vini Fantini-Selle Italia. Con Peter Sagan como único líder el equipo logró tan solo 17 victorias, siete de ellas de Sagan. Los triunfos más destacados fueron la clásica E3 Harelbeke con Sagan y una etapa en la Vuelta a España con Alessandro De Marchi.
A finales de la temporada se anunció la desaparición del equipo debido a que se uniría a partir de la temporada 2015 con Slipstream Sports, sociedad dueña del equipo Garmin-Sharp.
Tras la fusión de ambas formaciones, el Garmin-Sharp pasó a denominarse Cannondale-Garmin, ya que la empresa fabricante de bicicletas pasó a ser el patrocinador principal, además de aportar las bicicletas. De la plantilla del antiguo Cannondale, 8 corredores pasaron al equipo fusionado.

## Corredor mejor clasificado en las Grandes Vueltas
| Año  | Giro de Italia        | Tour de Francia           | Vuelta a España         |
| ---- | --------------------- | ------------------------- | ----------------------- |
| 2005 | 4.º Danilo Di Luca    | 32.º Stefano Garzelli     | 40.º Patrick Calcagni   |
| 2006 | 8.º Franco Pellizotti | 53.º Stefano Garzelli     | 38.º Darío Cioni        |
| 2007 | 1.º Danilo Di Luca    | 17.º Manolo Beltrán       | 9.º Manolo Beltrán      |
| 2008 | 4.º Franco Pellizotti | 12.º Roman Kreuziger      | 75.º Alessandro Vanotti |
| 2009 | 3.º Ivan Basso        | 6.º Vincenzo Nibali       | 4.º Ivan Basso          |
| 2010 | 1.º Ivan Basso        | 7.º Roman Kreuziger       | 1.º Vincenzo Nibali     |
| 2011 | 2.º Vincenzo Nibali   | 7.º Ivan Basso            | 7.º Vincenzo Nibali     |
| 2012 | 5.º Ivan Basso        | 3.º Vincenzo Nibali       | 25.º Eros Capecchi      |
| 2013 | 18.º Damiano Caruso   | 71.º Alessandro De Marchi | 54.º Maciej Paterski    |
| 2014 | 15.º Ivan Basso       | 52.º Alessandro De Marchi | 9.º Damiano Caruso      |

## Material ciclista
El equipo utiliza bicicletas Canondale desde 2007.

## Equipación
| 2007 | 2008 | 2009-2010 | 2011 | 2013-14 |

## Clasificaciones UCI
A partir de 2005 la UCI instauró el circuito profesional de máxima categoría, el UCI ProTour, donde Liquigas está desde que se creó dicha categoría. Las clasificaciones del equipo y ed su ciclista más destacado son las siguientes:
| Año  | Clasificación por equipos | Mejor corredor en la clasificación individual | Posición |
| 2005 | 15.º                      | Danilo Di Luca                                | 1.º      |
| 2006 | 14.º                      | Vincenzo Nibali                               | 26.º     |
| 2007 | 2.º                       | Leonardo Bertagnolli                          | 29.º     |
| 2008 | 4.º                       | Roman Kreuziger                               | 4.º      |

Tras discrepancias entre la UCI y las Grandes Vueltas, en 2009 se tuvo que refundar el UCI ProTour en una nueva estructura llamada UCI World Ranking, formada por carreras del UCI World Calendar; y a partir del año 2011 uniéndose en la denominación común del UCI WorldTour. El equipo siguió siendo de categoría UCI ProTour.
| Año  | Clasificación por equipos | Mejor corredor en la clasificación individual | Posición |
| 2009 | 5.º                       | Roman Kreuziger                               | 7.º      |
| 2010 | 2.º                       | Vincenzo Nibali                               | 6.º      |
| 2011 | 8.º                       | Vincenzo Nibali                               | 11.º     |
| 2012 | 3.º                       | Vincenzo Nibali                               | 4.º      |
| 2013 | 9.º                       | Peter Sagan                                   | 4.º      |
| 2014 | 17.º                      | Peter Sagan                                   | 15.º     |

## Palmarés
Para años anteriores, véase Palmarés del Cannondale

### Palmarés 2014

#### UCI WorldTour
| Fechas       | Carreras                          | Ganador              |
| 14 de marzo  | 3.ª etapa de la Tirreno-Adriático | Peter Sagan          |
| 28 de marzo  | E3 Harelbeke                      | Peter Sagan          |
| 16 de junio  | 3.ª etapa de la Vuelta a Suiza    | Peter Sagan          |
| 29 de agosto | 7.ª etapa de la Vuelta a España   | Alessandro De Marchi |

#### Circuitos Continentales UCI
| Fechas           | Circuito                   | Carreras                                       | Ganador       |
| 21 de febrero    | UCI Asia Tour 2013-2014    | 4.ª etapa del Tour de Omán                     | Peter Sagan   |
| 29 de marzo      | UCI Europe Tour 2013-2014  | 3.ª etapa de la Settimana Coppi e Bartali      | Elia Viviani  |
| 1 de abril       | UCI Europe Tour 2013-2014  | 1.ª etapa de los Tres Días de La Panne         | Peter Sagan   |
| 3 de abril       | UCI Europe Tour 2013-2014  | 3.ª etapa B de los Tres Días de La Panne (CRI) | Maciej Bodnar |
| 1 de mayo        | UCI Europe Tour 2013-2014  | 5.ª etapa del Tour de Turquía                  | Elia Viviani  |
| 3 de mayo        | UCI Europe Tour 2013-2014  | 7.ª etapa del Tour de Turquía                  | Elia Viviani  |
| 17 de mayo       | UCI America Tour 2013-2014 | 7.ª etapa del Tour de California               | Peter Sagan   |
| 22 de junio      | UCI Europe Tour 2013-2014  | 4.ª etapa de la Vuelta a Eslovenia             | Elia Viviani  |
| 7 de julio       | UCI Europe Tour 2013-2014  | 2.ª etapa de la Vuelta a Austria               | Oscar Gatto   |
| 9 de julio       | UCI Europe Tour 2013-2014  | 4.ª etapa de la Vuelta a Austria               | Oscar Gatto   |
| 21 de agosto     | UCI America Tour 2013-2014 | 4.ª etapa del USA Pro Cycling Challenge        | Elia Viviani  |
| 16 de septiembre | UCI Europe Tour 2013-2014  | Coppa Bernocchi                                | Elia Viviani  |

#### Campeonatos nacionales
| Fechas      | Carreras                         | Ganador     |
| 29 de junio | Campeonato de Eslovaquia en Ruta | Peter Sagan |

## Plantilla
Para años anteriores, véase Plantillas del Cannondale

### Plantilla 2014
| Nombre               | Nacimiento | Nacionalidad   | Equipo 2013                        |
| Ivan Basso           | 26/11/1977 | Italia         | Cannondale Pro Cycling             |
| George Bennett       | 07/04/1990 | Nueva Zelanda  | RadioShack Leopard                 |
| Alberto Bettiol      | 29/10/1993 | Italia         | Neoprofesional                     |
| Maciej Bodnar        | 07/03/1985 | Polonia        | Cannondale Pro Cycling             |
| Guillaume Boivin     | 25/05/1989 | Canadá         | Cannondale Pro Cycling             |
| Damiano Caruso       | 12/10/1987 | Italia         | Cannondale Pro Cycling             |
| Alessandro De Marchi | 19/05/1986 | Italia         | Cannondale Pro Cycling             |
| Davide Formolo       | 25/10/1992 | Italia         | Neoprofesional                     |
| Oscar Gatto          | 01/01/1985 | Italia         | Vini Fantini-Selle Italia          |
| Ted King             | 31/01/1983 | Estados Unidos | Cannondale Pro Cycling             |
| Michel Koch          | 15/10/1991 | Alemania       | Cannondale Pro Cycling             |
| Kristjan Koren       | 25/11/1986 | Eslovenia      | Cannondale Pro Cycling             |
| Matthias Krizek      | 29/09/1988 | Austria        | Cannondale Pro Cycling             |
| Paolo Longo Borghini | 10/12/1980 | Italia         | Cannondale Pro Cycling             |
| Alan Marangoni       | 16/07/1984 | Italia         | Cannondale Pro Cycling             |
| Marco Marcato        | 11/02/1984 | Italia         | Vacansoleil-DCM                    |
| Jean-Marc Marino     | 15/08/1983 | Francia        | Sojasun                            |
| Matej Mohorič        | 19/10/1994 | Eslovenia      | Sava                               |
| Moreno Moser         | 25/12/1990 | Italia         | Cannondale Pro Cycling             |
| Daniele Ratto        | 05/10/1989 | Italia         | Cannondale Pro Cycling             |
| Fabio Sabatini       | 18/02/1985 | Italia         | Cannondale Pro Cycling             |
| Juraj Sagan          | 23/12/1988 | Eslovaquia     | Cannondale Pro Cycling             |
| Peter Sagan          | 26/01/1990 | Eslovaquia     | Cannondale Pro Cycling             |
| Cristiano Salerno    | 18/02/1985 | Italia         | Cannondale Pro Cycling             |
| Cayetano Sarmiento   | 28/03/1987 | Colombia       | Cannondale Pro Cycling             |
| Davide Villella      | 27/06/1991 | Italia         | Cannondale Pro Cycling (stagiaire) |
| Elia Viviani         | 07/02/1989 | Italia         | Cannondale Pro Cycling             |
| Cameron Wurf         | 03/08/1983 | Australia      | Cannondale Pro Cycling             |